# Túnel de Monares
El Túnel de Monares és un túnel de carretera, actualment en desús, del terme municipal de Llimiana, al Pallars Jussà. Està situat a l'esquerra de la Noguera Pallaresa just a l'entrada pel nord del Congost de Terradets, a migdia del costat de llevant del Pont Nou de Monares. L'entrada nord la trobem a 376,1 m d'altitud, i l'entrada sud a 377,3 m.
Era un dels túnels de l'antiga carretera C-147, en el seu tram actualment denominat C-147z. Aquesta carretera, que encara existeix en alguns trams, ha estat modernament substituïda per la carretera C-13, per la qual cosa alguns trams del traçat de l'antiga carretera han caigut en desús o serveixen únicament per a enllaços de caràcter local. En el cas concret del túnel s'ha tirat endavant el projecte per a instal·lar-hi una via ferrada, mirant a l'embassament de Terradets.

## Antecedents
Durant la construcció de la central hidroelèctrica de Talarn, Riegos y Fuerza del Ebro s'encarregà de construir el tram de 8 quilòmetres que faltava a la carretera entre Balaguer i Tremp en el seu pas pel congost de Terradets, paratge estret el qual divideix la serra del Montsec en dues serralades, el Montsec de Rúbies i el Montsec d'Ares. El camí que hi havia era un antic camí medieval suspès a la roca  i obligava a que el transport de mercaderies per a la construcció de la central hidroelèctrica de Talarn hagués de seguir la carretera entre Tàrrega i Tremp, superant el coll de Comiols. La construcció de la nova via fou duta a terme en el primers mesos de 1912 i fou enllestida en menys d'un any. 

## Construcció
Les obres de la presa de Terradets, part de la central hidroelèctrica de Terradets, havien d'inundar aquesta carretera, de manera que s'hagué de modificar el traçat de la carretera de Balaguer a França. Les obres de la variant, incloent el túnel, es dugueren a terme entre 1933 i 1934.
Per a la il·luminació del túnel de 198,8 metres de longitud es varen practicar sis finestrals a tota altura i d’una amplària de 10 metres, atès que els murs cauen verticalment sobre l'embassament de Terradets. Aquestes obertures serien, segons va escriure l’enginyer Rafael Moore en el projecte tècnic, “semblants als finestrals de l’Axenstrasse sobre el llac dels Quatre Cantons a Suïssa, que ha estat tan ponderada pels turistes i que en el nostre cas afegirien un atractiu més al pas pel congost de Terradets, una de les meravelles naturals més atractives de Catalunya”.